# Forever Young (album)
Forever Young je debutové album německé synthpopové skupiny Alphaville vydané 27. září 1984. Především díky stejnojmennému titulnímu singlu se jeho prodeje vyšplhaly na 2 mil. kusů.

## Seznam skladeb
1. A Victory of Love – 4:14
2. Summer in Berlin – 4:45
3. Big in Japan – 4:43
4. To Germany with Love – 4:15
5. Fallen Angel – 3:55
6. Forever Young – 3:45
7. In the Mood – 4:29
8. Sounds Like a Melody – 4:42
9. Lies – 3:32
10. The Jet Set – 4:52